# Altensteinia
Altensteinia là một chi lan. Nó được tìm thấy ở núi Andes, Nam Mỹ và có khoảng 21 loài đã được biết đến.

## Danh sách các loài
- Altensteinia argyrolepis Rchb.f.
- Altensteinia boliviensis Rolfe ex Rusby
- Altensteinia calceata Rchb.f.
- Altensteinia chiogena (Schltr.) C.Schweinf.
- Altensteinia citrina Garay
- Altensteinia colombiana (Schltr.) Garay (1953)
- Altensteinia elliptica C.Schweinf. (1951)
- Altensteinia erosa Rchb.f.
- Altensteinia fiebrigii Schltr.
- Altensteinia fimbriata Kunth (1815)
- Altensteinia inaequalis
- Altensteinia leucantha
- Altensteinia longispicata C.Schweinf. (1941)
- Altensteinia mandonii
- Altensteinia marginata Rchb.f. (1878)
- Altensteinia nubigena
- Altensteinia paleacea
- Altensteinia paludosa
- Altensteinia rosei (Ames) L.O.Williams (1939)
- Altensteinia rostrata Rchb.f. (1878)
- Altensteinia virescens